# Fosfoyeso

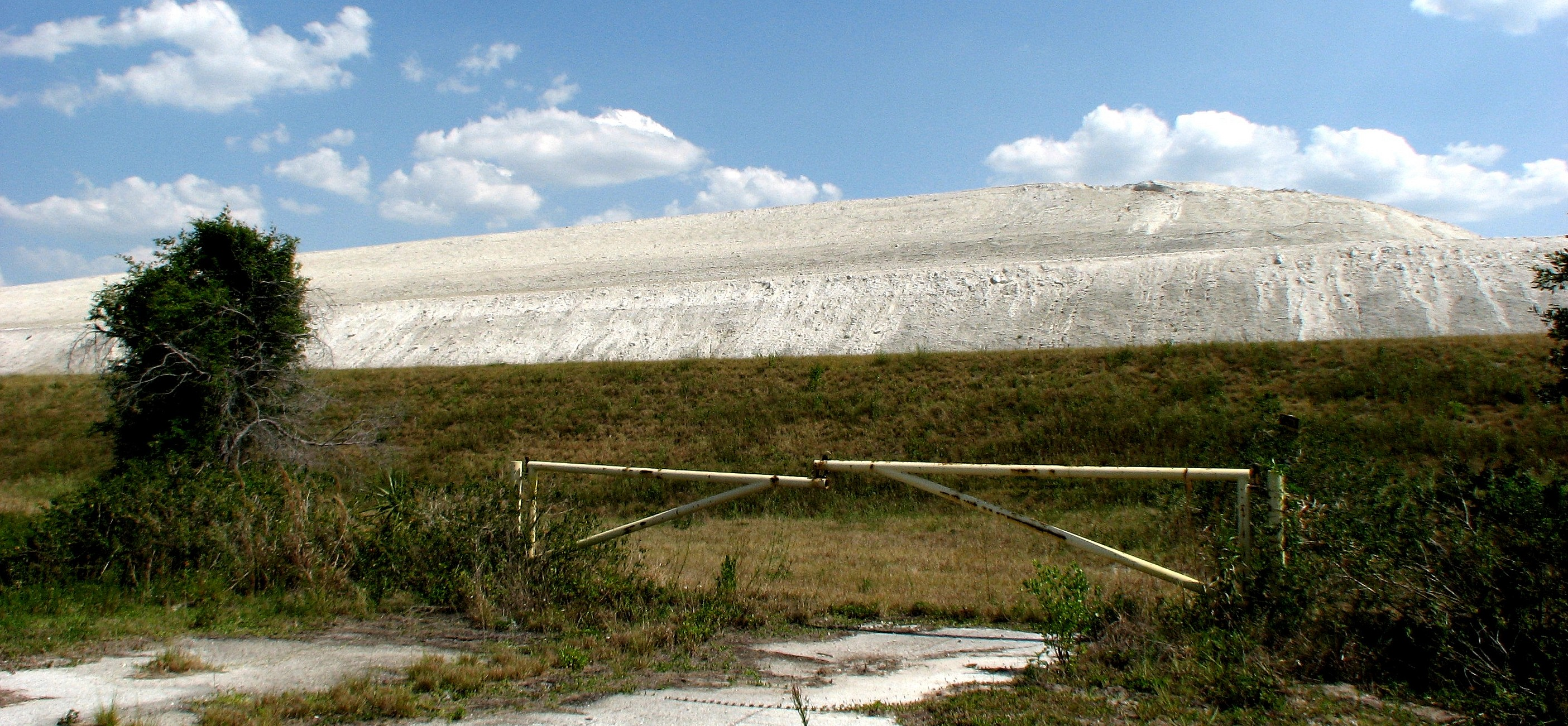
Apilamiento de fosfoyeso ubicado cerca de Fort Meade, Florida. Contiene los subproductos residuales de la industria de fertilizantes fosfatados.

El fosfoyeso (en inglés Phosphogypsum) es yeso procedente de la producción industrial de ácido fosfórico, con contenidos variables de fases verdosas de fosfato de hierro (vivianita, Fe3(PO4)2·8H2O) y residuos puntuales de fosfatos de cobre (hasta el 70% de sampleíta (NaCaCu5[PO4]4Cl·5H2O) que se caracterizan por un color azul intenso.

## Proceso industrial y radiación
La materia prima para el proceso de producción de ácido fosfórico es la roca fosfatada, de origen sedimentario, que tiene concentraciones naturales de uranio y torio, por lo que es una industria clasificada como NORM. La concentración final de uranio y radio en el fosfoyeso viene dada por las características propias de la roca fosfórica. Dependiendo de la procedencia de este mineral, tendrá más o menos cantidad de elementos radiactivos. La roca fosfática procedente del mar tiene más concentración de uranio y radio por estar estos elementos en el agua marina.
En el proceso industrial de producción de fosfórico, la roca se tritura y se ataca con ácido sulfúrico. En la reacción se produce ácido fosfórico y yeso, constituyendo este último un subproducto del proceso que suele precipitar con el radio. El uranio y el torio permanecen con el fosfórico.
El destino del fosfoyeso, una vez desechado por la actividad industrial, suele ser el apilamiento en balsas con gran impacto paisajístico, aunque recientemente se ha investigado para posibles usos como:
- relleno del pavimento de carreteras y acerados,
- recubrimiento en vertederos,
- acondicionador del terreno de cultivo,
- fabricación de tejas y lozas,
- fabricación de arrecifes artificiales.

## El caso en Huelva
En España, la acumulación de fosfoyesos junto a la ciudad de Huelva, en las Marismas del Odiel, ha suscitado gran polémica por sus supuestas implicaciones en la salud de sus habitantes y en el medio natural. Estudios independientes sostienen que el nivel de radiación es 22 veces superior al límite, y se recomienda trasladarlos a un cementerio nuclear. Sin embargo, al tratarse de residuos que contienen radionucleidos naturales y su bajo nivel de actividad, la legislación española no contempla esta posibilidad. Según denuncian los ecologistas, la comarca más afectada por el uso de fosfoyesos con cargas tóxicas y radiactivas para el campo es la del Bajo Guadalquivir, frente al Parque Nacional de Doñana, cuyos terrenos pertenecen a los municipios de Lebrija, Los Palacios, Trajano y Pinzón (Sevilla) y Trebujena (Cádiz).
Un estudio de ENRESA ha descartado dicho problema al determinar que "la aplicación de fosfoyeso, según las prácticas habituales en la zona, supone una contribución insignificante a la dosis recibida por los trabajadores (por inhalación/ingestión de aerosoles). La contribución a la dosis radiactiva por ingestión de alimentos producidos en la zona se encuentra en la actualidad muy por debajo de los límites máximos permitidos”. 
La roca fosfórica empleada en la factoría Fertiberia de Huelva proviene, principalmente, de minas en el norte de África. Tiene concentraciones relativamente altas para el Uranio (238U) (del orden de 1500 Bq/Kg), que suele encontrarse en equilibrio radiactivo con sus productos de desintegración, entre los que destaca el Radio (226Ra).

### Residuos de Acerinox
En septiembre de 1997, la empresa propiedad de la Junta de Andalucía de Gestión Medioambiental (EGMASA) y el Ayuntamiento de Huelva firmaron un acuerdo de rehabilitación y recuperación de la balsa de fosfoyesos de las Marismas de Mendaña, por el cual los residuos inertes de la planta de EGMASA en Palos de la Frontera (Huelva) serían utilizados como material de relleno en la rehabilitación de dichas balsas.
El 30 de mayo de 1998, en las instalaciones que posee Acerinox en Los Barrios (Cádiz) se fundió una fuente radiactiva de 137Cs procedente de un equipo de Rayos X en uno de los hornos de arco eléctrico, destinado a la producción de acero inoxidable. El polvo de humos del horno estaba contaminado con 137Cs y se inertizó en la planta de EGMASA en Palos de la Frontera. De forma habitual, el material sirvió de relleno para la rehabilitación de las balsas citadas anteriormente.
A consecuencia del vertido del material inertizado contaminado en el Centro de Recuperación de Inertes (CRI-9) de las Marismas de Mendaña, la Dirección General de Política Energética y Minas (DGPEM), dependiente del entonces Ministerio de Economía, requirió a EGMASA un plan de actuación en junio de 1998 para la normalización del CRI-9. Así, la Empresa Nacional de Residuos Radiactivos (ENRESA) efectuó la retirada del material contaminado en dos intervenciones.
Aun así, quedaron frentes de vertido de material contaminado que fueron cubiertos con una capa de arcilla de 1.5 m de espesor como recomendó el Consejo de Seguridad Nuclear (CSN) en un informe el 3 de noviembre de 2000.
El plan de vigilancia del CRI-9 por parte del CSN da como resultado la verificación de que la capa de arcilla es suficiente para garantizar que el impacto radiológico es aceptable. Las medidas de tasa de radiación ambiental realizadas a 1 m de distancia sobre la cumbrera son inferiores a 0.2 μSv.

### Informe de CRIIRAD
En 2007, el laboratorio CRIIRAD, a petición de Greenpeace, emite un informe señalando los problemas de vertidos por parte de ambas empresas: la contaminación por radionúcleos naturales relacionados con la planta de fosfato Fertiberia, y la contaminación por Cesio-137, un radionúcleo artificial incinerado accidentalmente en Acerinox en el año 1998, afectando especialmente al río Tinto. Este informe ha sido criticado en diversas ocasiones por, por ejemplo, no cumplir las buenas prácticas ni normativas en la toma de muestras.

### Resoluciones del CSN[12]
Según los datos de un proyecto de investigación de cuatro años realizado por las universidades de Sevilla y de Huelva bajo la supervisión del Consejo de Seguridad Nuclear (CSN), el posible impacto radiológico causado por los apilamientos de fosfoyeso en los trabajadores y el público se sitúa claramente por debajo de los límites fijados en la normativa vigente (1 mSv/año).
Además, los datos de emisiones de radón en el apilamiento de fosfoyesos están dentro de los valores del fondo radiactivo natural esperables de la zona (unos 15 Bq/m³), por lo que no es significativo su eventual efecto radiológico sobre el público que vive en sus cercanías ni sobre los trabajadores del entorno de las balsas.

### Situación actual
Tras un largo proceso judicial, del que se derivó una sentencia que obligaba a la empresa Fertiberia a la restauración de las balsas de fosfoyesos, ésta presentó un proyecto de "clausura" de dichas balsas. A este proyecto, se están presentando alegaciones por parte de entidades públicas y privadas, en contra del mencionado proyecto de Fertiberia. Recientemente, se dio a conocer el  dictamen de un grupo de expertos en el que, entre otras consideraciones, estimaba "inviable" el proyecto de la empresa "debido a la inestabilidad del apilamiento de los fosfoyesos".
Por otra parte, en referencia a las marismas de Mendaña, según técnicos especialistas en la materia, la zona 4 de las balsas de fosfoyesos se ha convertido en un verdadero reactor químico donde por la interacción de los diferentes residuos allí depositados se están produciendo reacciones químicas de manera permanente, habiendo dado lugar a minerales de neoformación. Con esto se demuestra que en ningún caso dicha zona permanece estable y restaurada medioambientalmente. Además, las 750 hectáreas de balsas de fosfoyeso que se creían restauradas (las denominadas zonas 1 y 4) siguen lixiviando arsénico, cadmio, uranio y zinc, entre otros contaminantes, a la Ría de Huelva, según un estudio del Departamento de Geología de la Universidad de Huelva.